# Anna Svedin-Thunström
Anna Svedin-Thunström (* 21. Dezember 1992) ist eine schwedische Biathletin und Skilangläuferin.
Anna Svedin-Thunström startet für den Bergeforsens Sk. Sie bestritt ihre ersten internationalen Skilanglaufrennen seit 2008 vor allem bei Junioren- und FIS-Rennen, seit 2009 auch sporadisch im Scandinavian Cup. Den Durchbruch schaffte sie in der Sportart jedoch nicht.
Seit 2010 startet Svedin-Thunström auch international im Biathlonsport. Hier debütierte sie bei den Biathlon-Juniorenweltmeisterschaften 2010 in Torsby, wo ein 36. Rang im Einzel bestes Resultat war. 2012 in Kontiolahti war das Verfolgungsrennen mit Rang 50 bestes Ergebnis, Ein Jahr später Rang 44 im Sprint.
Zum Auftakt der Saison 2012/13 folgten in Idre die ersten Rennen bei den Männern im Leistungsbereich; in ihrem ersten Sprint verpasste Svedin-Thunström als 65. noch die Punkteränge noch weit. Diese erreichte schon im folgenden Rennen als 34. eines Sprints an selber Stelle und schaffte damit zugleich ihr bislang bestes Resultat in dieser Rennserie. Erste internationale Meisterschaft bei den Frauen wurden die Biathlon-Europameisterschaften 2014, bei denen sie 48. des Einzels, 51. des Sprints, 45. der Verfolgung und mit Åsa Lif, Mona Brorsson und Kim Adolfsson als letzte nicht überrundete Staffel Siebte wurde.